# Rory Penttinen
'Rory Penttinen född 1979 är en finländsk racingförare. Hans racingkarriär har pågått sedan 2007 då han vann världsmästerskapet i Legends i California USA. Samt förstaplatsen i Asian Le Mans Series 2021 ALMP. Andra höjdpunkter i hans karriär är vinsten i långloppet Nurburgring 24H 2014 tillsammans med Hyundai Germany. I januari 2017 vann Penttinen långloppet Dubai 24H i en Lamborghini Huracano tillsammans med GDL-racing. I juni 2017 beviljades Rory Penttinen FIA Bronze licens och debuterade i Blancpain GT SERIES i en Ferrari 488 GT3 tillsammans med Rinaldi racing, Rory kom i mål på tredje plats.